# Ostrov u Macochy
Ostrov u Macochy (en allemand : Ostrow ou Bretterschlag) est un bourg (městys) du district de Blansko, dans la région de Moravie-du-Sud, en République tchèque. Sa population s'élevait à 1 137 habitants en 2020.

## Géographie
Ostrov u Macochy se trouve à 9 km à l'est-nord-est de Blansko, à 49 km au nord-est de Brno et à 185 km au sud-est de Prague.
La commune est limitée par Sloup et Šošůvka au nord, par Holštejn au nord-est, par Lipovec à l'est, par Krasová et Vilémovice au sud, et par Vavřinec à l'ouest.

## Histoire
La première mention écrite du village date de 1349.